# ГЕС Пуерто-Пенья
ГЕС Пуерто-Пенья (ісп. PUERTO PEÑA) — гідроелектростанція на півдні Іспанії. Знаходячись між ГЕС Сихара (вище за течією) та ГЕС Орельяна, входить до каскаду на річці Гвадіана (впадає у Кадіську затоку Атлантичного океану вже на території Португалії).
На Гвадіані спорудили водосховище Гарсіа-де-Сола витягнуте по долині річки на 36 км, із площею поверхні 3,6 км2 та об'ємом до 554 млн м3. Його утримує гравітаційна гребля висотою 65 метрів та довжиною 245 метрів, на спорудження якої пішло 220 тис. м3 матеріалу. Окрім гідроенергетичних потреб, вона забезпечує роботу іригаційного каналу Дєесас.
Розташований біля греблі машинний зал станції обладнаний трьома гідроагрегатами потужністю по 18,5 МВт, які здатні виробляти 86 млн кВт·год електроенергії на рік.
Зв'язок з енергосистемою відбувається по ЛЕП, що працює під напругою 132 кВ.